# Ángel Hernández (gymnastique)
Pour les articles homonymes, voir Ángel Hernández.
Ángel Hernández Recalde, né le 6 janvier 1995 en Espagne, est un trampoliniste espagnol et colombien.

## Carrière
Il concourt sous les couleurs espagnoles jusqu'en 2013, optant pour la suite pour la nation de sa mère, la Colombie.

## Palmarès

### Jeux panaméricains
- Toronto 2015
  -  Médaille de bronze en trampoline individuel

### Championnats d'Amérique du Sud
- Bogotá 2013
  -  Médaille d'or en trampoline individuel
  -  Médaille d'argent en trampoline par équipes
  -  Médaille de bronze en trampoline synchronisé
- Bogotá 2015
  -  Médaille d'or en trampoline synchronisé
  -  Médaille de bronze en trampoline par équipes
- Bogotá 2016
  -  Médaille d'or en trampoline synchronisé
  -  Médaille d'argent en trampoline individuel

### Jeux sud-américains
- Cochabamba 2018
  -  Médaille d'or en trampoline individuel

### Jeux d'Amérique centrale et des Caraïbes
- Veracruz 2014
  -  Médaille d'argent en trampoline individuel

### Jeux bolivariens
- Santa Marta 2017
  -  Médaille d'or en trampoline individuel
  -  Médaille d'or en trampoline synchronisé

### Pacific Rim Championships
- Medellín 2018
  -  Médaille d'argent en trampoline individuel

### Championnats d'Europe junior
- Saint-Pétersbourg 2012
  -  Médaille d'or en trampoline individuel

## Famille
Il est le frère de la trampoliniste Katish Hernández.